# Whatever Happened to Slade
Whatever Happened to Slade es el sexto álbum de estudio de la banda de rock británica Slade, publicado el 21 de marzo de 1977 por Barn Records. 

## Lista de canciones
1. "Be" - 4:00
2. "Lightning Never Strikes Twice" - 3:10
3. "Gypsy Roadhog" - 3:25
4. "Dogs of Vengeance" - 2:50
5. "When Fantasy Calls" - 3:25
6. "One Eyed Jacks With Moustaches" - 3:22
7. "Big Apple Blues" - 4:40
8. "Dead Men Tell No Tales" - 3:40
9. "She's Got the Lot" - 4:35
10. "It Ain't Love But It Ain't Bad" - 3:10
11. "The Soul, the Roll and the Motion" - 4:37

## Créditos
- Noddy Holder — voz, guitarra
- Dave Hill — guitarra
- Jim Lea — bajo, voz, piano
- Don Powell — batería